# Abraham Mignon
Abraham Mignon (Frankfurt del Main, 21 de juny de 1640 - Utrecht, 27 de març de 1679) fou un pintor i gravador neerlandès, que va pertànyer a l'Edat d'Or holandesa, d'escenes de natures mortes.

## Biografia
El seu pare, un mercader, el va deixar amb el pintor de natures mortes Jacob Marrel, amb qui va viatjar als Països Baixos al voltant de 1660. Després va treballar sota les ordres de Jan Davidszoon de Heem a Utrecht, on el 1675 es va casar amb la filla del pintor Cornelis Willaerts. Maria Sibylla Merian (1647-1717), filla del gravador Matthäus Merian el vell, es va convertir en la seva aprenent i va assolir la distinció com a pintora de flors. Va morir a la ciutat d'Utrecht.
Mignon es va dedicar gairebé exclusivament a flors, fruita i ocells i una altra mena de natura morta, encara que de vegades va tenir intents amb els retrats. Les seves obres sobre flors estan marcades per un acabat detallat i un tractament delicat. El seu esquema favorit era introduir roses vermelles o blanques en el centre del llenç i col·locar el grup sencer de flors contra un fons fosc.
On es pot veure millor la seva obra és a la Gemäldegalerie Alte Meister de Dresden, que conté quinze de les seves pintures, dotze de les quals estan signades. Sis de les seves pintures es troben al Museu del Louvre, quatre a l'Hermitage, i es poden trobar d'altres exemples a museus d'Amsterdam, La Haia, Rotterdam, Brussel·les, Múnic, Karlsruhe, Braunschweig, Kassel, Schwerin, Copenhaguen, Varsòvia i Torí.

## Galeria
- Stilleven met bloemen en een horloge (1660-1679)
- Detall de Vanites
- Garlanda de flors (c.1675)